# Мёбиус, Теодор
Август Теодор Мёбиус (нем. Theodor Möbius; 22 июня 1821, Лейпциг — 25 апреля 1890, там же) — немецкий учёный-филолог, германист , педагог, профессор университетов в Лейпциге и Киле. Доктор наук (1844).

## Биография
Сын математика Августа Фердинанда Мёбиуса. В 1840—1842 годах обучался в Лейпцигском университете, в 1842—1843 годах — университете Берлина.
В 1845—1861 годах — ассистент, затем, хранитель лейпцигской университетской библиотеки. С 1859 года работал профессором скандинавских языков и литературы. С 1865 года занимал аналогичную должность в Кильском университете. Занимался исследованиями и редактированием многих древних скандинавских произведений. Мёбиус видел, что скандинавская текстология тесно связана с германскими исследованиями, которыми он занимался. Его главным вкладом в исследования была публикация древнеисландских изданий. Он также опубликовал староисландско-немецкий словарь и библиографии норвежских исследований.

## Избранные труды
- «Catalogus librorum islandicorum et norvegicorum» (Лпц., 1856),
- «Verzeichniss der auf dem Gebiete der altnord. Sprache und Litteratur 1855—79 erschienenen Schriften» (Лпц., 1880),
- «Analecta norroena» (1866),
- «Dänische Formenlehre» (Киль, 1871)
- «Über die ältere isländische Saga», Leipzig: Giesecke & Devrient 1852
- «Catalogus librorum Islandicorum et Norvegicorum aetatis mediae editorum versorum illustratorum. Skáldatal sive poetarum recensus Eddæ Upsalensis», Leipzig: Engelmann 1856
- «Über die altnordische Philologie im skandinavischen Norden», Leipzig: Serig 1864
- «Altnordisches Glossar». Wörterbuch zu einer Auswahl alt-isländischer und alt-norwegischer Prosatexte, Leipzig: Teubner 1866
- «Über die altnordische Sprache», Halle: Verl. d. Buchhandlung d. Waisenhauses 1872